# Histiocitosi
En medicina, la histiocitosi és un nombre excessiu d'histiòcits (macròfags dels teixit), i el terme també s'utilitza sovint per referir-se a un grup de malalties rares que comparteixen aquest signe com a característica.
Segons la Histiocytosis Association of America (Associació d'Histiocitosi d'Amèrica o HAA), 1 de cada 200.000 nens als Estats Units neixen amb histiocitosi cada any. La HAA també afirma que la majoria de les persones diagnosticades d'histiocitosi són nens menors de 10 anys, tot i que la malaltia pot afectar els adults. La malaltia sol ocórrer des del naixement fins als 15 anys.
La histiocitosi (i la histiocitosi maligna) són importants tant en la patologia veterinària com en la humana.

## Tipus
Les histiocitosis es poden dividir en els grups següents::714–724
| Nom | OMS | CIM-10 | MeSH                                        | Comentaris                                                |
| Histiocitosis de cèl·lules de Langerhans - Granuloma eosinofílic - Malaltia de Hand-Schüller-Christian - Malaltia de Letterrer-Siwe | I   | D76.0  | Histiocitosis de cèl·lules de Langerhans    | (Histiocitosis X) Proliferació de cèl·lules de Langerhans |
| Xantogranuloma juvenil | II  | D76.3  | Histiocitosis sense cèl·lules de Langerhans | (Histiocitosis no X) Proliferació de monòcits/macròfags.  |
| Limfohistiocitosi hemofagocítica | II  | D76.1  | Histiocitosis sense cèl·lules de Langerhans | (Histiocitosis no X) Proliferació de monòcits/macròfags.  |
| Histiocitosis d'emmagatzematge: malaltia de Niemann-Pick                                                                            | II  | E75.2  | Histiocitosis sense cèl·lules de Langerhans | (Histiocitosis no X) Proliferació de monòcits/macròfags.  |
| Histiocitosi blau-marí | II  | -      | Histiocitosis sense cèl·lules de Langerhans | (Histiocitosis no X) Proliferació de monòcits/macròfags.  |
| Leucèmia monocítica aguda | III | C93.0  | Trastorns histiocítics malignes             |                                                           |
| Histiocitosi maligna | III | C96.1  | Trastorns histiocítics malignes             |                                                           |
| Malaltia d'Erdheim-Chester | II  | C96.1  | Trastorns histiocítics malignes             |                                                           |